# Pirâmides (Discworld)
Pirâmides é o sétimo livro da série Discworld, escrito pelo escritor inglês Terry Pratchett e publicado em 1989. Ganhou um prémio BSFA.

## Sinopse
Teppic é Principe do reino de Djelibeybi equivalente no Discworld do Antigo Egito. Após treinar na Guilda dos assassinos em Ankh-Morpork por muitos anos, no dia de sua graduação, Teppic sente que seu pai morreu e que precisa voltar para casa. Ser o primeiro rei criado fora do país traz problemas, pois o alto-sacerdote Dios segue firmemente as tradições.
Depois de muitas aventuras e mal-entendidos, Teppic foje do palácio em companhia de uma criada chamada Ptraci. Enquanto isso a pirâmide sendo construída para o pai de Teppic dobra o espaço-tempo deixando Djelebeybi desalinhado do restante do disco deixando Teppic e Ptraci do lado de fora. Enquanto o faraó está fora, Djelibeybi fica em pandemônio pois todos os deuses aparecem para a população e todos os antigos faraós voltam a vida. Teppic e Ptraci vão até Ephebe consultar os filósofos sobre o que fazer para recuperar o reino.